# Rémilly (Mosella)
Rémilly è un comune francese di 2 233 abitanti situato nel dipartimento della Mosella nella regione del Grand Est.

## Società

### Evoluzione demografica
Abitanti censiti